# Kurnik (pieróg)

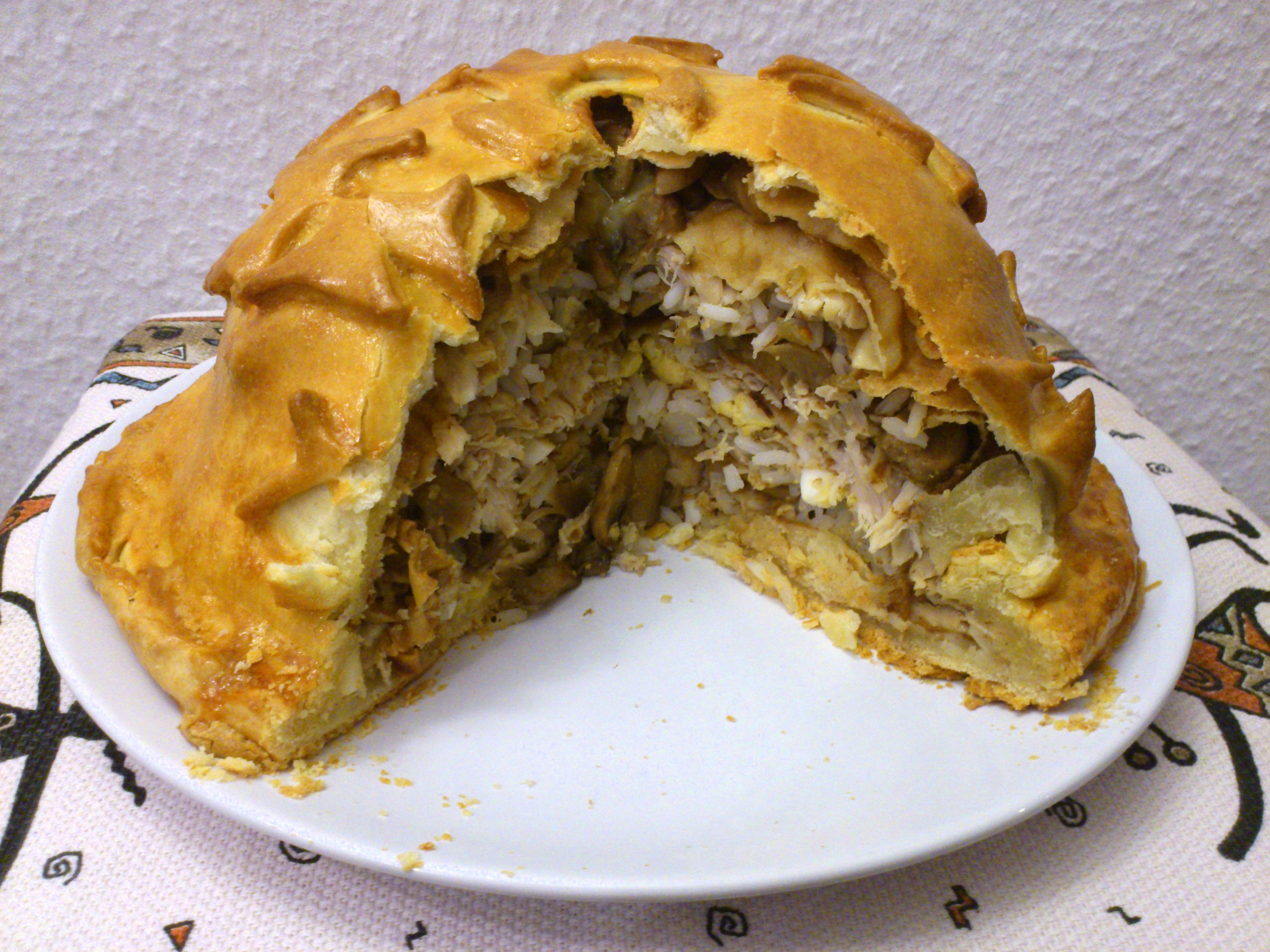
Współczesny kurnik z nadzieniem z kurczaka, jajek na twardo, pieczarek, blinów i ryżu

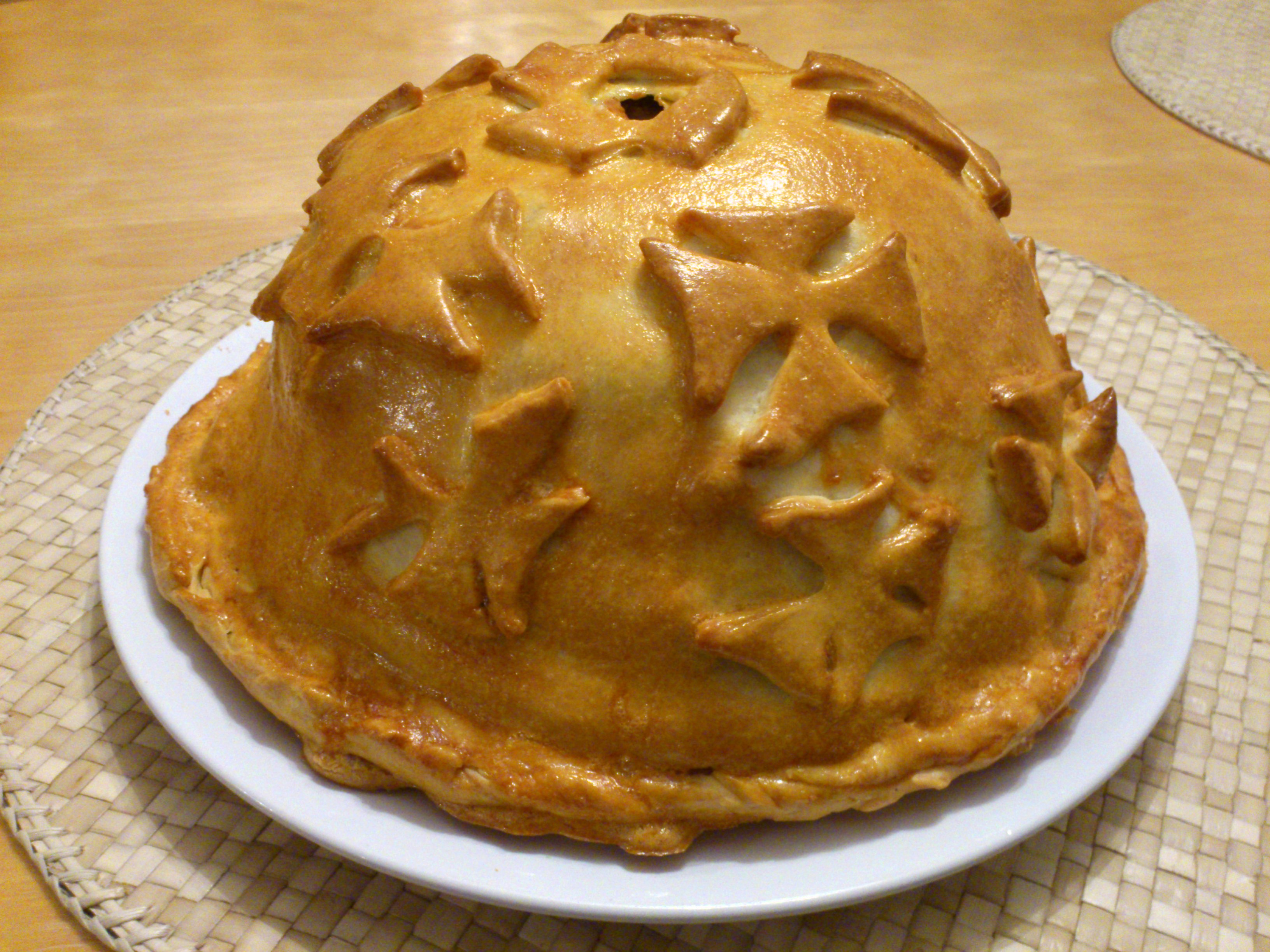

Kurnik (ros. курник) – potrawa wschodnioeuropejska (rosyjska), duży pieróg z wytrawnym nadzieniem. Typowy kurnik ma charakterystyczny kształt okrągłej kopuły. Faszerowany jest gotowanym, rozdrobnionym mięsem z kury lub indyka, grzybami (borowikami), ugotowanym na sypko ryżem, jajkami na twardo i, opcjonalnie, smażoną cebulą. Składniki nadzienia ułożone są warstwami. 
Wśród tradycyjnych mięsnych składników znajdują się również gotowane grzebienie kogucie. Do niedawna zamiast ryżu używano kaszy gryczanej, a w dawnych czasach wykorzystywano też jagłę. Innym popularnym składnikiem nadzienia, wspominanym już w XIX-wiecznych rosyjskich przepisach, są bliny. Ciasto może być drożdżowe lub półfrancuskie. Ciasto półfrancuskie często jest dwu- lub trójwarstwowe oraz wymusza upieczenie kurnika w formie. Wersję drożdżową piecze się bez formy. U szczytu pozostawia się otwór będący ujściem dla pary powstającej podczas pieczenia. Z wierzchu pieróg dekorowany jest wzorami wykonanymi z niewyrastającego ciasta. Danie przybiera rozmaite rozmiary: XIX-wieczne rosyjskie kurniki bywały tak pokaźne, że starczały całej rodzinie na kilka dni. Współcześnie potrawa bywa podawana z sosem, np. śmietanowym.
Kurniki wypiekano na specjalne okazje, zwłaszcza jako potrawę weselną. Wiąże się to ze specyficznym miejscem jajka w kulturze – jako symbolu płodności, życia, zdrowia i miłości. Pieróg pieczony w domu pana młodego zdobiły wzory przedstawiające postacie ludzkie, co symbolizowało siłę rodziny. Na wypieku panny młodej widniały kwiaty symbolizujące piękno i czułość. Jako pierogi weselne kurniki występowały także w kuchni polskiej. Według przekazów pisemnych, danie to gościło nawet na carskim stole.